# Französische Rugby-Union-Meisterschaft 1925/26
Die Saison 1925/26 war die 30. Austragung der französischen Rugby-Union-Meisterschaft (französisch Championnat de France de rugby à XV). Sie umfasste 36 Mannschaften in der ersten Division (heutige Top 14).
Nach einer regionalen Qualifikation begann die Meisterschaft mit der ersten Gruppenphase, bei der in zwölf Gruppen je drei Mannschaften aufeinander trafen. Jeweils die Erstplatzierten qualifizierten sich für die zweite Gruppenphase. Diese umfasste vier Dreiergruppen, wobei jeweils die beste Mannschaft in die Finalphase einzog. Währenddessen trugen die Drittplatzierten der ersten Gruppenphase ein Play-out aus; da es keine Absteiger gab, ging es hier in erster Linie um eine bessere Ausgangslage für die nächste Saison. In der Finalphase folgten Halbfinale und Finale. Im Endspiel, das am 2. Mai 1926 im Parc Lescure in Bordeaux stattfand, trafen die beiden Halbfinalsieger aufeinander und spielten um den Bouclier de Brennus. Dabei setzte sich Stade Toulousain gegen die US Perpignan durch und errang zum fünften Mal den Meistertitel.

## Erste Gruppenphase
|    | Team                | Siege | Unent. | Ndlg. | Spiel- punkte | Diff. | Tabellen- punkte |
| -- | ------------------- | ----- | ------ | ----- | ------------- | ----- | ---------------- |
| 1. | RC Narbonne         | 2     | 0      | 0     | 113:6         | + 107 | 6                |
| 2. | CA Brive            | 1     | 0      | 1     | 9:64          | − 55  | 4                |
| 3. | Stade Châteaurenard | 0     | 0      | 2     | 6:58          | − 52  | 2                |

|    | Team                | Siege | Unent. | Ndlg. | Spiel- punkte | Diff. | Tabellen- punkte |
| -- | ------------------- | ----- | ------ | ----- | ------------- | ----- | ---------------- |
| 1. | Arléquins Perpignan | 2     | 0      | 0     | 30:11         | + 19  | 6                |
| 2. | Stade Hendayais     | 0     | 1      | 1     | 6:15          | − 9   | 3                |
| 3. | Lyon OU             | 0     | 1      | 1     | 11:21         | − 10  | 3                |

|    | Team         | Siege | Unent. | Ndlg. | Spiel- punkte | Diff. | Tabellen- punkte |
| -- | ------------ | ----- | ------ | ----- | ------------- | ----- | ---------------- |
| 1. | US Perpignan | 2     | 0      | 0     | 40:9          | + 31  | 6                |
| 2. | UA Libourne  | 0     | 1      | 1     | 10:19         | − 9   | 3                |
| 3. | US Cognac    | 0     | 1      | 1     | 9:31          | − 22  | 3                |

|    | Team             | Siege | Unent. | Ndlg. | Spiel- punkte | Diff. | Tabellen- punkte |
| -- | ---------------- | ----- | ------ | ----- | ------------- | ----- | ---------------- |
| 1. | Stade Toulousain | 2     | 0      | 0     | 77:5          | + 72  | 6                |
| 2. | US Dax           | 0     | 1      | 1     | 3:11          | − 8   | 3                |
| 3. | SC Angoulême     | 0     | 1      | 1     | 8:72          | − 64  | 3                |

|    | Team               | Siege | Unent. | Ndlg. | Spiel- punkte | Diff. | Tabellen- punkte |
| -- | ------------------ | ----- | ------ | ----- | ------------- | ----- | ---------------- |
| 1. | Stadoceste Tarbais | 1     | 1      | 0     | 15:6          | + 9   | 5                |
| 2. | US Bergerac        | 1     | 0      | 1     | 13:18         | − 5   | 4                |
| 3. | Stade Bordelais    | 0     | 1      | 1     | 9:13          | − 4   | 3                |

|    | Team           | Siege | Unent. | Ndlg. | Spiel- punkte | Diff. | Tabellen- punkte |
| -- | -------------- | ----- | ------ | ----- | ------------- | ----- | ---------------- |
| 1. | AS Béziers     | 1     | 1      | 0     | 19:12         | + 7   | 5                |
| 2. | SC Albi        | 1     | 0      | 1     | 19:24         | − 5   | 4                |
| 3. | AS Montferrand | 0     | 1      | 1     | 11:13         | − 2   | 3                |

|    | Team            | Siege | Unent. | Ndlg. | Spiel- punkte | Diff. | Tabellen- punkte |
| -- | --------------- | ----- | ------ | ----- | ------------- | ----- | ---------------- |
| 1. | TOEC            | 2     | 0      | 0     | 19:3          | + 16  | 6                |
| 2. | Section Paloise | 1     | 0      | 1     | 19:20         | − 1   | 4                |
| 3. | RC Toulon       | 0     | 0      | 2     | 7:22          | − 15  | 2                |

|    | Team             | Siege | Unent. | Ndlg. | Spiel- punkte | Diff. | Tabellen- punkte |
| -- | ---------------- | ----- | ------ | ----- | ------------- | ----- | ---------------- |
| 1. | Aviron Bayonnais | 2     | 0      | 0     | 39:8          | + 31  | 6                |
| 2. | FC Lézignan      | 1     | 0      | 1     | 21:24         | − 3   | 4                |
| 3. | US Montauban     | 0     | 0      | 2     | 6:34          | − 28  | 2                |

|    | Team       | Siege | Unent. | Ndlg. | Spiel- punkte | Diff. | Tabellen- punkte |
| -- | ---------- | ----- | ------ | ----- | ------------- | ----- | ---------------- |
| 1. | FC Lourdes | 2     | 0      | 0     | 14:0          | + 14  | 6                |
| 2. | CASG Paris | 1     | 0      | 1     | 12:16         | − 4   | 4                |
| 3. | AS Bayonne | x     | x      | x     | 8:18          | − 10  | 2                |

|    | Team           | Siege | Unent. | Ndlg. | Spiel- punkte | Diff. | Tabellen- punkte |
| -- | -------------- | ----- | ------ | ----- | ------------- | ----- | ---------------- |
| 1. | US Carcassonne | 2     | 0      | 0     | 50:10         | + 40  | 6                |
| 2. | Boucau Stade   | 1     | 0      | 1     | 18:41         | − 23  | 4                |
| 3. | SA Bordeaux    | 0     | 0      | 2     | 10:27         | − 17  | 2                |

|    | Team               | Siege | Unent. | Ndlg. | Spiel- punkte | Diff. | Tabellen- punkte |
| -- | ------------------ | ----- | ------ | ----- | ------------- | ----- | ---------------- |
| 1. | FC Grenoble        | 2     | 0      | 0     | 31:3          | + 28  | 6                |
| 2. | Biarritz Olympique | 1     | 0      | 1     | 17:23         | − 6   | 4                |
| 3. | USA Limoges        | 0     | 0      | 2     | 3:25          | − 22  | 2                |

|    | Team           | Siege | Unent. | Ndlg. | Spiel- punkte | Diff. | Tabellen- punkte |
| -- | -------------- | ----- | ------ | ----- | ------------- | ----- | ---------------- |
| 1. | Stade Français | 1     | 1      | 0     | 30:13         | + 17  | 5                |
| 2. | CA Bègles      | 0     | 2      | 0     | 6:6           | ± 0   | 4                |
| 3. | CA Périgueux   | 0     | 1      | 1     | 13:30         | − 17  | 3                |

## Zweite Gruppenphase
|    | Team           | Siege | Unent. | Ndlg. | Spiel- punkte | Diff. | Tabellen- punkte |
| -- | -------------- | ----- | ------ | ----- | ------------- | ----- | ---------------- |
| 1. | US Perpignan   | 2     | 0      | 0     | 31:14         | + 7   | 6                |
| 2. | TOEC           | 1     | 0      | 1     | 19:19         | ± 0   | 4                |
| 3. | Stade Français | 0     | 0      | 2     | 8:25          | − 17  | 2                |

|    | Team               | Siege | Unent. | Ndlg. | Spiel- punkte | Diff. | Tabellen- punkte |
| -- | ------------------ | ----- | ------ | ----- | ------------- | ----- | ---------------- |
| 1. | Stadoceste Tarbais | 1     | 1      | 0     | 9:6           | + 3   | 5                |
| 2. | US Carcassonne     | 1     | 0      | 1     | 5:3           | + 2   | 4                |
| 3. | FC Grenoble        | 0     | 1      | 1     | 6:11          | − 5   | 3                |

|    | Team             | Siege | Unent. | Ndlg. | Spiel- punkte | Diff. | Tabellen- punkte |
| -- | ---------------- | ----- | ------ | ----- | ------------- | ----- | ---------------- |
| 1. | Aviron Bayonnais | 2     | 0      | 0     | 27:11         | + 16  | 6                |
| 2. | RC Narbonne      | 1     | 0      | 1     | 38:11         | + 27  | 4                |
| 3. | FC Lourdes       | 0     | 0      | 2     | 6:49          | − 43  | 2                |

|    | Team                | Siege | Unent. | Ndlg. | Spiel- punkte | Diff. | Tabellen- punkte |
| -- | ------------------- | ----- | ------ | ----- | ------------- | ----- | ---------------- |
| 1. | Stade Toulousain    | 2     | 0      | 0     | 21:14         | + 7   | 6                |
| 2. | AS Béziers          | 1     | 0      | 1     | 14:13         | + 1   | 4                |
| 3. | Arléquins Perpignan | 0     | 0      | 2     | 11:19         | − 8   | 2                |

## Play-out
Da es keine Absteiger gab, diente das Play-out dazu, die Gruppeneinteilung in der darauf folgenden Saison zu ermitteln. Detailergebnisse sind nicht bekannt.

## Finalphase

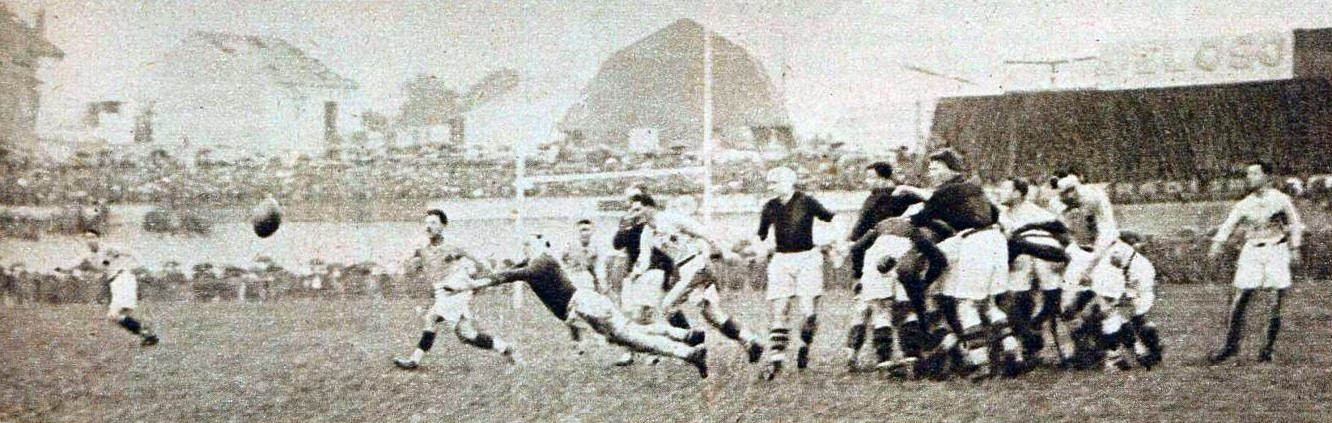
Spielszene im Finale

### Halbfinale
| Datum         | Begegnung                           | Ergebnis |
| ------------- | ----------------------------------- | -------- |
| 11. Apr. 1926 | Stade Toulousain – Aviron Bayonnais | 6:3      |
| 11. Apr. 1926 | US Perpignan – Stadoceste Tarbais   | 0:0      |

| Datum         | Begegnung                         | Ergebnis |
| ------------- | --------------------------------- | -------- |
| 11. Apr. 1926 | US Perpignan – Stadoceste Tarbais | 6:0      |

### Finale
| 2. Mai 1926 | Stade Toulousain                                   | 11 : 0  | US Perpignan | Parc Lescure, Toulouse Zuschauer: 25.000 Schiedsrichter: Marcel Heurtin |
| 2. Mai 1926 | Versuche: Raymond Cazenave Borde Erhöhungen: Sémat | Bericht |              | Parc Lescure, Toulouse Zuschauer: 25.000 Schiedsrichter: Marcel Heurtin |

Aufstellungen
Stade Toulousain: Jacques Ballarin, Bernard Bergès, Alex Bioussa, François Borde, André Camel, Marcel Camel, Albert Cazenave, Clément Dulaurens, Gabriel Grioterray, Jean Larrieu, Jean Morère, André Pépion, Pierre Peyronnel, François Raymond, Henri Sémat
US Perpignan: Marcel Baillette, Ernest Camo, Jean Carbonne, Georges Constant, Georges Delort, Marcel Henric, Camille Montadé, Joseph Pascot, André Puigt, Étienne Radondy, Roger Ramis, Eugène Ribère, André Rière, Joseph Sayrou, René Tabès